# Callosa de Segura
Pour les articles homonymes, voir Segura (homonymie).
Callosa de Segura (en castillan et en valencien) est une commune d'Espagne de la province d'Alicante dans la Communauté valencienne. Elle est située dans la comarque de la Vega Baja del Segura et dans la zone à prédominance linguistique castillane.

## Histoire

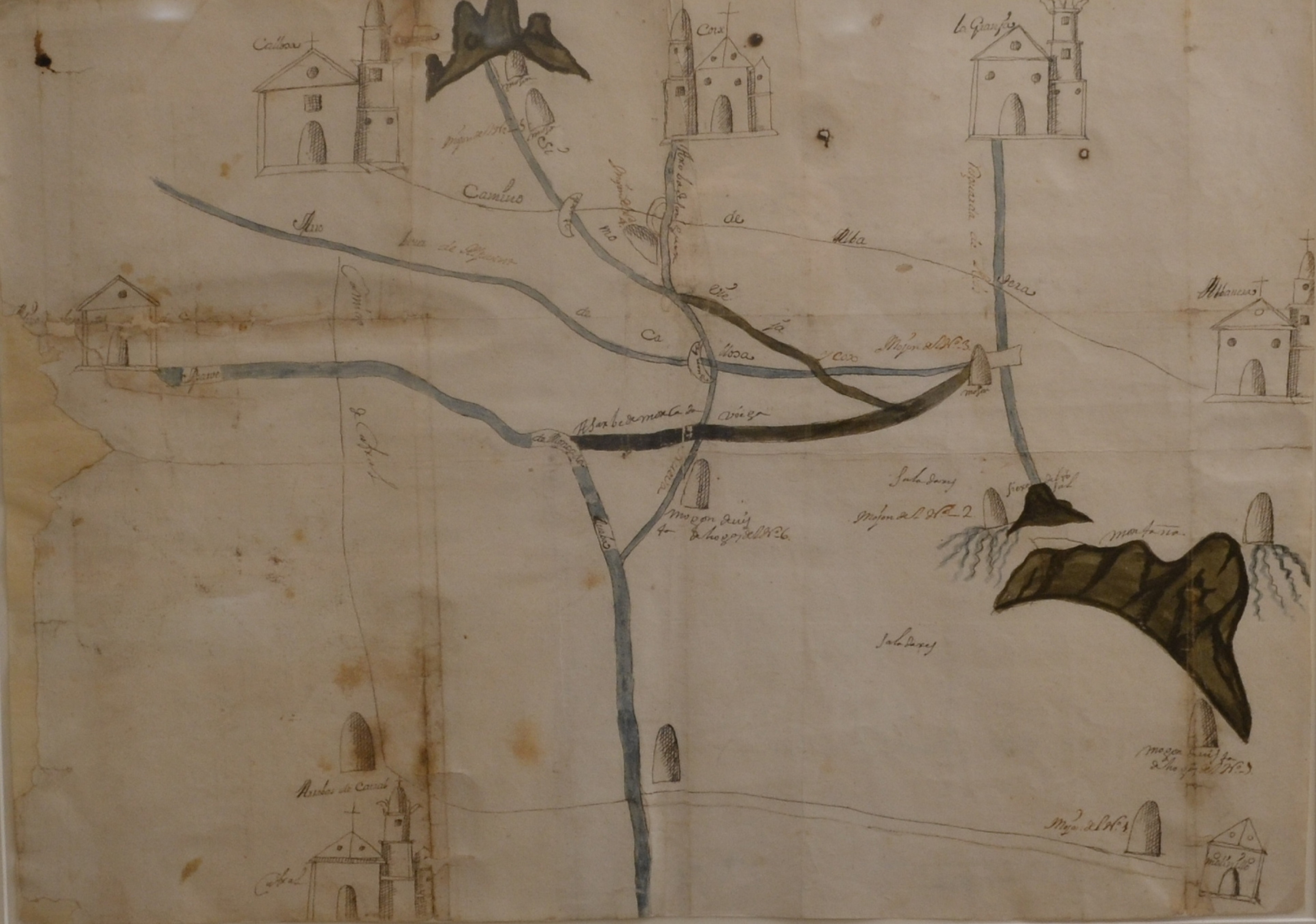
Carte des territoires communaux de Callosa de Segura, Cox, Albatera et Granja de Rocamora

## Géographie

Localisation de Callosa de Segura
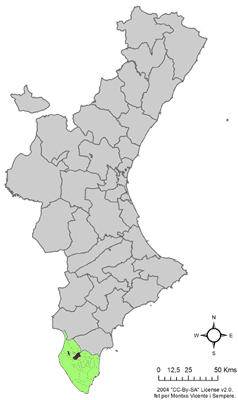
dans la Communauté valencienne.
dans la comarque de la Vega Baja del Segura.

## Jumelage
- Sommières (France) depuis le 13 janvier 1989